# وودستوك (أونتاريو)
وودستوك، أونتاريو (بالإنجليزية: Woodstock)‏ هي مدينة كندية تقع في مقاطعة أونتاريو. تبلغ مساحة هذه المدينة 43.7888 (كم²)، ويبلغ عدد سكانها 35480 نسمة حسب إحصاء سنة 2006 م، بينما كان يسكنها 33269 نسمة في سنة 2001 م. تحتل هذه المدينة المرتبة رقم 117 بين مدن كندا حسب عدد السكان والمرتبة رقم 49 في المقاطعة. نما عدد السكان في هذه المدينة بنسبة (6.6) بين العامين المذكورين.

## أعلام
- ستيفن بيتي
- توماس إف. وليامز
- كيفين زيغرس
- بروس هاليداي
- غارث تورنر
- روبرت جي. إيتون
- اريك ويليام بليك كروس
- جيم روس
- كلارك موراي

## وصلات خارجية
- الأطلس الحكومي لكندا
- إحصاءات كندا مع ساعة تعداد السكان